# Monika A. Pohl
Monika Alicja Pohl (* im 20. Jahrhundert) ist eine deutsche Sachbuchautorin.

## Leben
Pohl hat berufsqualifizierende Weiterbildungen als Fitnessfachwirtin (IHK), Fachwirtin für Prävention und Gesundheitsförderung (IHK), Heilpraktikerin für Physiotherapie und Heilpraktikerin für Psychotherapie.

## Werke
- Employability: So werden Sie fit für den Arbeitsmarkt der Zukunft. Gabal Verlag, Offenbach 2021, ISBN 978-3-96739-044-5
- 30 Minuten Gesunder Lebensstil. Gabal Verlag, Offenbach 2019, ISBN 978-3-86936-948-8.
- Selbstfürsorge 4.0: Wer gut für sich selbst sorgt, kann sein Bestes geben. Gabal Verlag, Offenbach 2018, ISBN 978-3-86936-876-4.
- Zweisamkeit, Achtsam und verbunden als Paar. Trias Verlag 2018, ISBN 978-3-432-10615-1.
- 30 Minuten Intuition. Gabal Verlag, Offenbach 2017, ISBN 978-3-86936-768-2.
- Selbstbestimmung: Raus aus der Fremdbestimmung, rein ins selbstbestimmte Leben – ein Erfolgstraining. Gabal Verlag, Offenbach 2016, ISBN 978-3-86936-730-9.
- 30 Minuten Menschlichkeit. Gabal Verlag, Offenbach 2015, ISBN 978-3-86936-679-1.
- 30 Minuten Gelassenheit. Gabal Verlag, Offenbach 2014, ISBN 978-3-86936-607-4.
- Bewegte Meditation: 6 dynamische Übungen. Hörbuch. Trias Verlag, Stuttgart 2014, ISBN 978-3-8304-8038-9.
- 30 Minuten Business-Meditation. Gabal Verlag, Offenbach 2013, ISBN 978-3-86936-485-8.